# St Michael's Mount

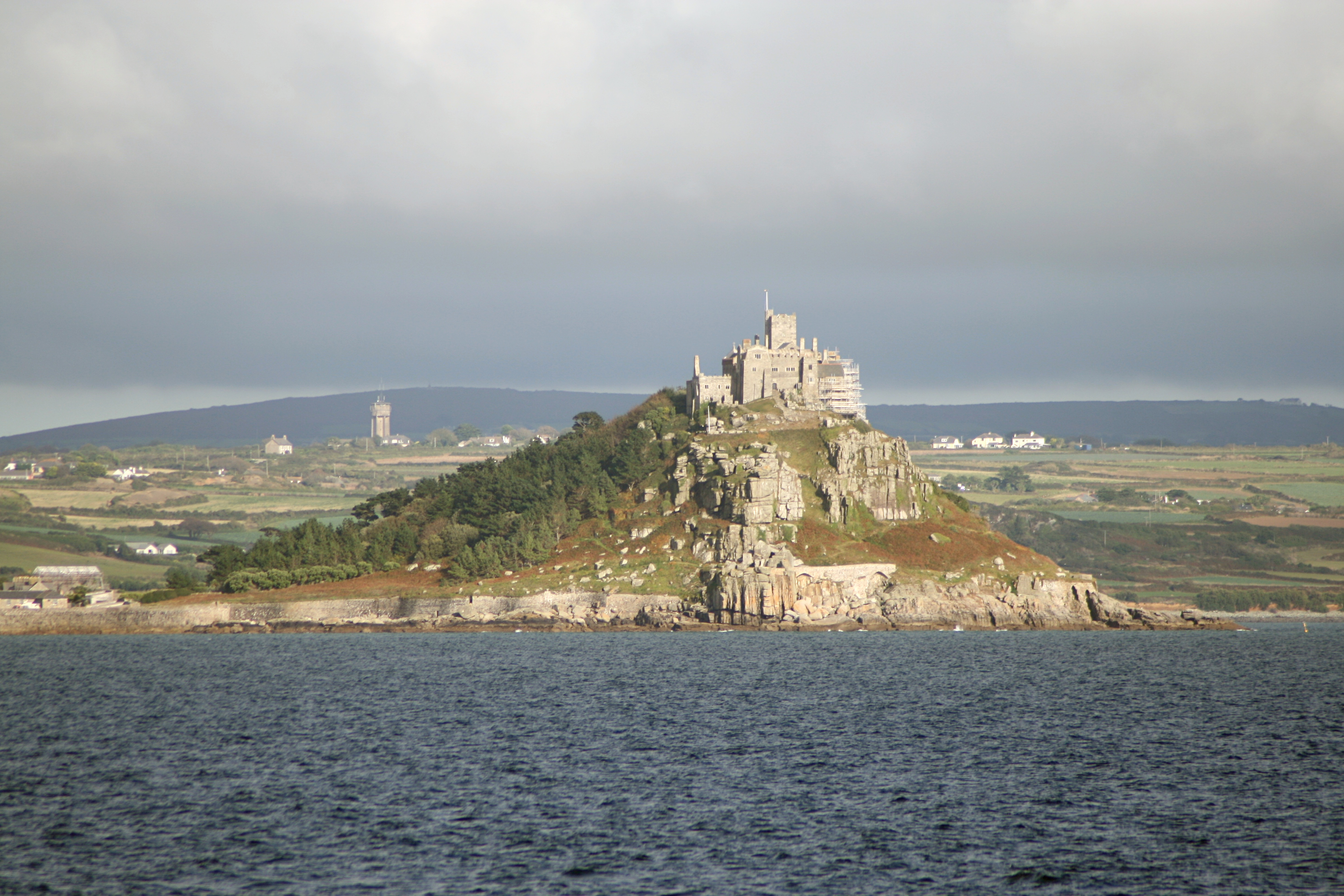
Vista de l'illa de St Michael's Mount

St Michael's Mount (en català «muntanya de Sant Miquel»; en còrnic Karrek Loos yn Koos,que significa "roca gris al bosc"), és una illa situada a 366 m del continent, a la costa de Cornualla, Regne Unit. És també una parròquia civil anglesa i està unida amb la ciutat de Marazion per una calçada artificial feta amb llambordes de granit, transitable en marea baixa.

## Història

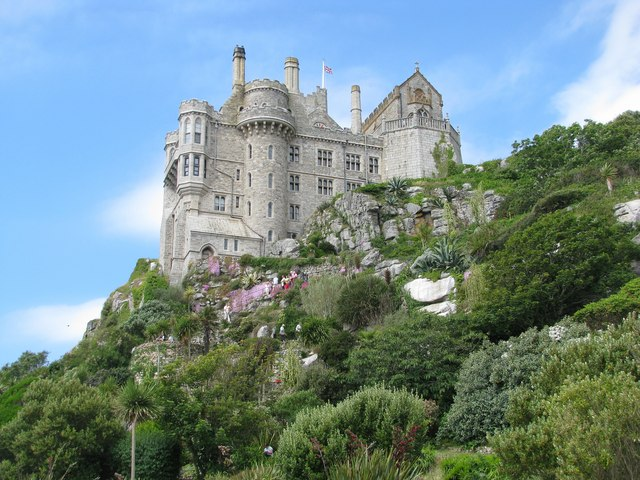
Castell i jardins de St Michael's Mount

Es creu que St Michael's Mount ha estat un lloc de comerç des dels primers temps, convertint-se en un important port a l'Edat de ferro.
Eduard el Confessor va donar, el 1044, una capella que hi havia a la muntanya a l'abadia benedictina del Mont Saint-Michel a Bretanya. Eduard va passar gran part de la seva joventut a Normandia i va ser fortament influenciat pels monjos Normands i es va quedar intrigat per la similitud simbòlica entre St. Michaels Mount i la Muntanya St. Michaels i Mont Saint-Michel.
Després de la conquesta normanda de 1066 gran part de l'oest d'Anglaterra va ser donada per Guillem el Conqueridor a Robert, comte de Mortain, a qui també li va atorgar el títol de "Comte de Cornualla". Robert, va donar St Michael's Mount a l'abadia normanda del Mont Saint-Michel. El primer priorat de la Muntanya va ser establert en 1135 per Bernard de Le Bec.
La ubicació de St Michael's Mount la feia fortalesa ideal. Durant el segle xii, mentre el rei Ricard era a en una croada a Terra Santa, la muntanya va ser conquerida i es va usar com a fortalesa pels partidaris del seu germà Joan. Posteriorment els edificis varen tornar al seu ús monàstic, però es varen tornar a emprar com a fortaleses en la Guerra de les Dues Roses i la Rebel·lió de Cornualla contra Eduardo VI. L'última ocasió en que St Michael's Mount es va utilitzar en un paper militar va ser en 1646 durant la Guerra Civil Anglesa. St Michael's Mount va ser ocupat durant un temps pels partidaris realistes, però es va veure obligat a capitular davant els parlamentaris en 1646. St Michael's Mount va ser comprat per Sir John St Aubyn el 1660.
La casa va ser utilitzada durant molts anys per la família St Aubyn com a residència ocasional, ocupada principalment durant els mesos d'estiu.
Durant el segle xvii la família va establir, de forma permanent, la seva residència a St Michael's Mount, construint una gran ala amb impressionants apartaments d'estil victorià, decorats amb relleus de guix fi i moblats amb alguns exemples de Chippendale.
St Michael's Mount també conté col·leccions de pintures i armadures. La família St Aubyn va ser propietària de St Michael's Mount fins a 1964 quan va ser cedida a la National Trust pel 3r Lord de St Levan.

## L'Illa avui
El castell és la residència oficial del Lord de St Levan. Al castell es conserven principalment armadures i mobles d'època. La capella de Sant Miquel, un edifici del segle xv, compta amb una torre emmerletada, en un angle de la qual hi ha una petita torreta que va servir per orientar els vaixells. La capella Rock, a la platja, marca el lloc d'un santuari dedicat a la Mare de Déu, on els pelegrins s'aturaven per adorar abans d'ascendir la muntanya. Hi ha algunes cases construïdes sobre el vessant enfront de Marazion, i una font els subministra aigua.
Hi ha una fila de vuit cases a la part posterior de l'actual població; van ser construïdes en 1885 i es coneixen com la Terrassa Elizabeth. Una font els subministra aigua. Algunes de les cases estan ocupades pel personal que treballa al castell i a altres llocs de l'illa.
El cementiri de l'illa (actualment sense accés públic) té les tombes dels antics residents i de diversos mariners ofegats. També hi ha edificis que es destinaven a la casa del majordom, a vestuari per als banyistes, estables, bugaderia, una casa barcassa, un edifici d'espelmes (avui restaurant) i dos antics hotels. Una antic camp de bitlles ("bowls") confronta amb un dels edificis.
Un dels punts d'interès més destacables de l'illa és el ferrocarril subterrani, que encara s'utilitza per al transport de mercaderies des del port fins al castell. Va ser construït pels miners de l'estany en 1900, en substitució dels cavalls de càrrega que es feien servir fins aleshores. A causa del fort pendent, no pot ser utilitzat per passatgers. El National Trust no permet actualment l'accés de públic o la visita a la via fèrria.
El port, que es va ampliar en 1823 per permetre l'atracada de vaixells de 500 tones, té un moll que data del segle xv, que va ser ampliat posteriorment i restaurat. La  reina Victòria va desembarcar al port a bord del iot reial el 1846, i una placa de llautó commemora el seu pas i es pot veure a la part superior de la plataforma de desembarcament. El pas del rei  Eduardo VII també és visible prop de la pista de bitlles.
Alguns estudis indiquen que el possible augment en el nivell de les aigües oceàniques, així com l'erosió natural existent, posaria una mica en risc la costa de Cornualla, incloent a St Michael's Mount.